# نادي ميغا لكرة السلة
نادي ميغا لكرة السلة (بالصربية: КК Мега Лекс) هو فريق كرة سلة صربي للمحترفين تأسس في 23 ديسمبر 1998 ويدربه ديان ميلويفيتش. ينافس في الدوري الصربي لكرة السلة والدوري الأدرياتيكي ودوري أبطال أوروبا لكرة السلة. فاز بكأس صربيا سنة 2016.

## أبرز اللاعبين
من أبرز اللاعبين الذين لعبوا معه:
- نيكولا يوكيتش
- بوبان ماريانوفيتش
- راتكو فاردا

## وصلات خارجية
- الموقع الرسمي